# Agrostis valdiviana
Agrostis valdiviana é uma espécie de gramínea do gênero Agrostis, pertencente à família Poaceae.